# 34319 Neilmilburn
34319 Neilmilburn este o planetă minoră (asteroid), cu un diametru de 6,538 km, din centura de asteroizi. A fost descoperită pe 29 august 2000 la Experimental Test Site⁠(d) de Lincoln Near-Earth Asteroid Research. 
Obiectul prezintă o orbită caracterizată de o semiaxă mare de 3,0921908 UAi, o excentricitate de 0,16, o înclinație de 3,40619 ° în raport cu ecliptica.